# جوناثان زد. سميث
جوناثان زد. سميث (بالإنجليزية: Jonathan Z. Smith)‏ هو مؤرخ أمريكي، ولد في 21 نوفمبر 1938، وتوفي في 30 ديسمبر 2017.